# Gut Antoniterhof

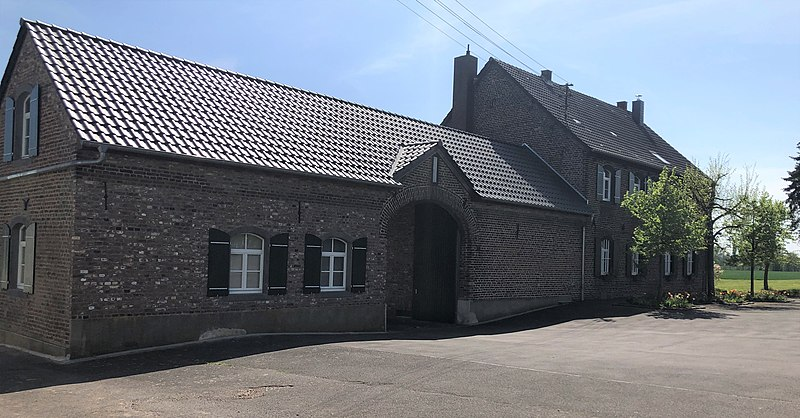
Gut Antoniterhof

Gut Antoniterhof , auch Tönneshof genannt, ist ein im Jahr 1781 erbauter Vierkanthof aus Backstein und zählt zu den ältesten, denkmalgeschützten Hofanlagen des Ortes Kleinvernich. Er wurde in die Liste der Baudenkmäler in Weilerswist aufgenommen. Das Wappen und der Name des Antoniterhofs gehen auf die Antoniter in Köln zurück, die den Hof fast 400 Jahre besaßen.

## Geschichte
Am 31. August 1405 verkaufte Friedrich Herr zu Tomburg und Landskron den am südlichen Ortsrand von Kleinvernich gelegenen „Toynberger Hoff“ an die Brüder des Antoniterhauses in Köln, deren Laienbruder Peter Specksnyder erster klösterlicher Verwalter des Gutes wurde.
Zum Hof gehörten nach einer Beschreibung aus dem Jahre 1593 von Wassergräben umgebene Haus- und Hofgebäude, ein Gemüsegarten, 147 Morgen Ackerland sowie Büsche, Benden und Weiden. Er wurde von Halfen bewirtschaftet. Nach einem Pachtvertrag aus dem Jahre 1664 betrug die Jahrpacht 32 Malter Roggen und 32 Malter Hafer sowie am Remigiustag (1. Oktober) in die Küche des Antoniterhauses  zwei Stoppelschweine, zwei fette Hämmel, ein fettes Kalb und ein fettes Lamm, an besonderen Festtagen auch Butterweck, Käse und Eier. Für die Fischereirechte zahlte der Halfe jährlich einen Goldgulden.
Nach einem Brand am 21. April 1780  wurden beim Neubau die Gebäude des Gutes aus der hochwassergefährdeten Erftaue näher an die ehemalige Cöln-Straße – der heutigen Heimbacher Straße – gelegt.
Infolge der Säkularisation wurde 1802 der Hof als geistlicher Besitz verstaatlicht. Am 26. Februar 1818 kauften ihn die Kölner Bankiers Schaafhausen und Herstatt von der preußischen Domänenverwaltung.
Auf dem Gut Antoniterhof lebt heute die Familie Friedrich Schmitt, deren Vorfahren den Hof im Jahre 1870 erwarben.

## Bilder

Gut Antoniterhof
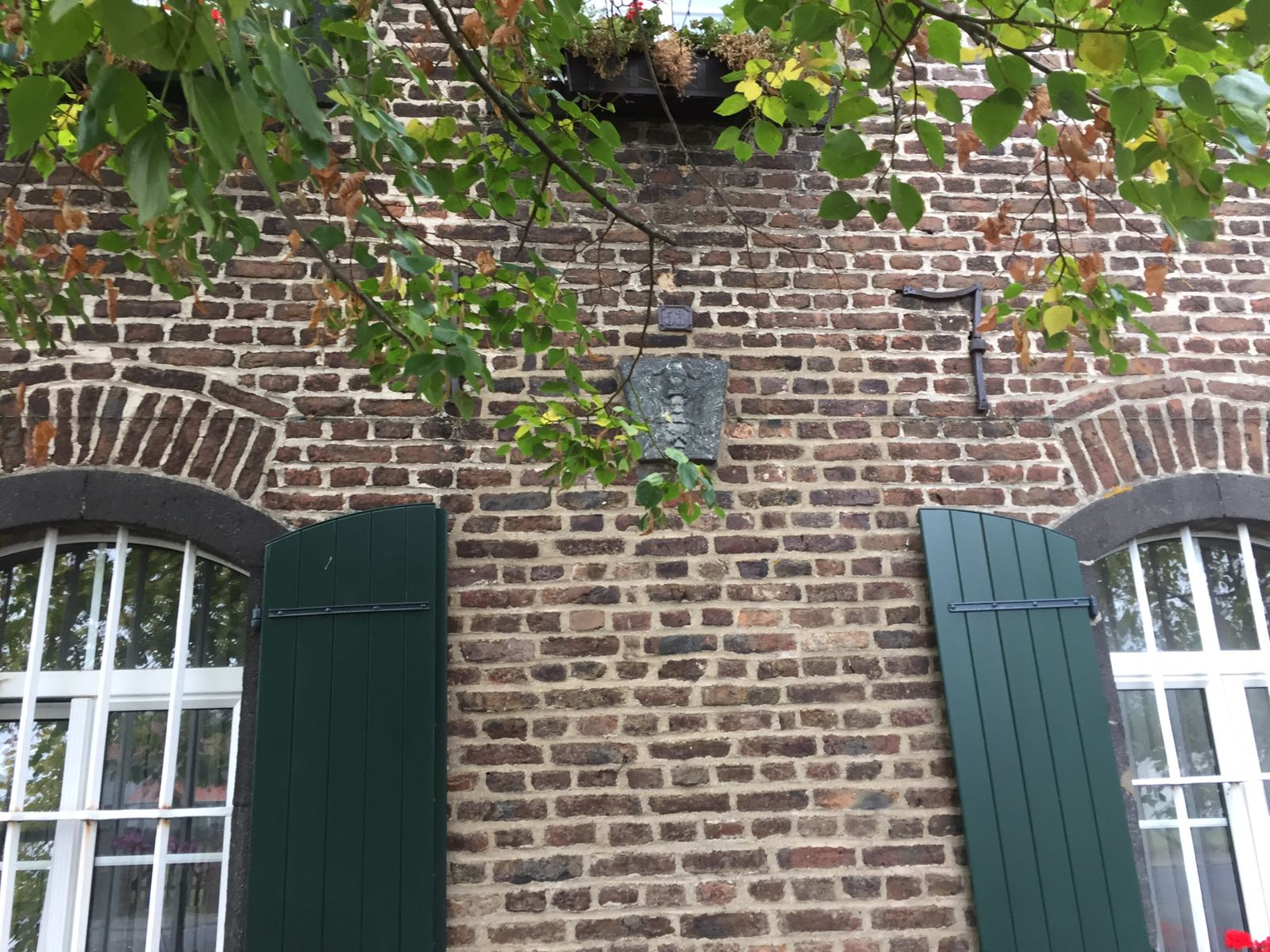
Wappen
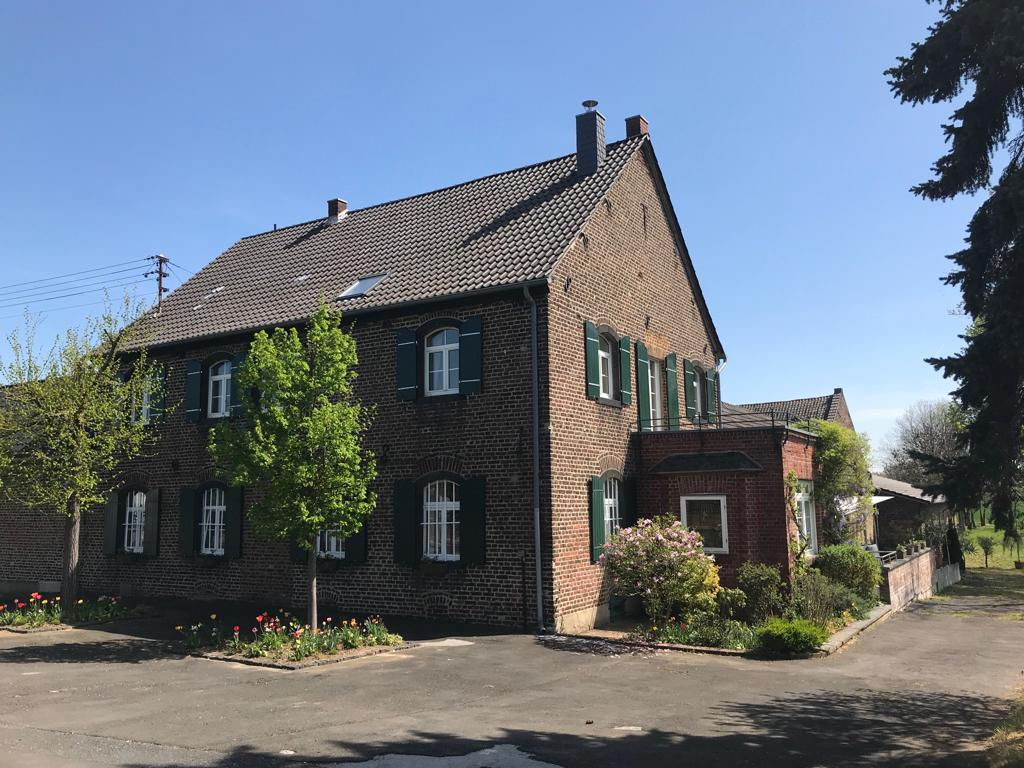
Haupthaus mit Terrasse und Seitenweg zum Schweitzerhaus
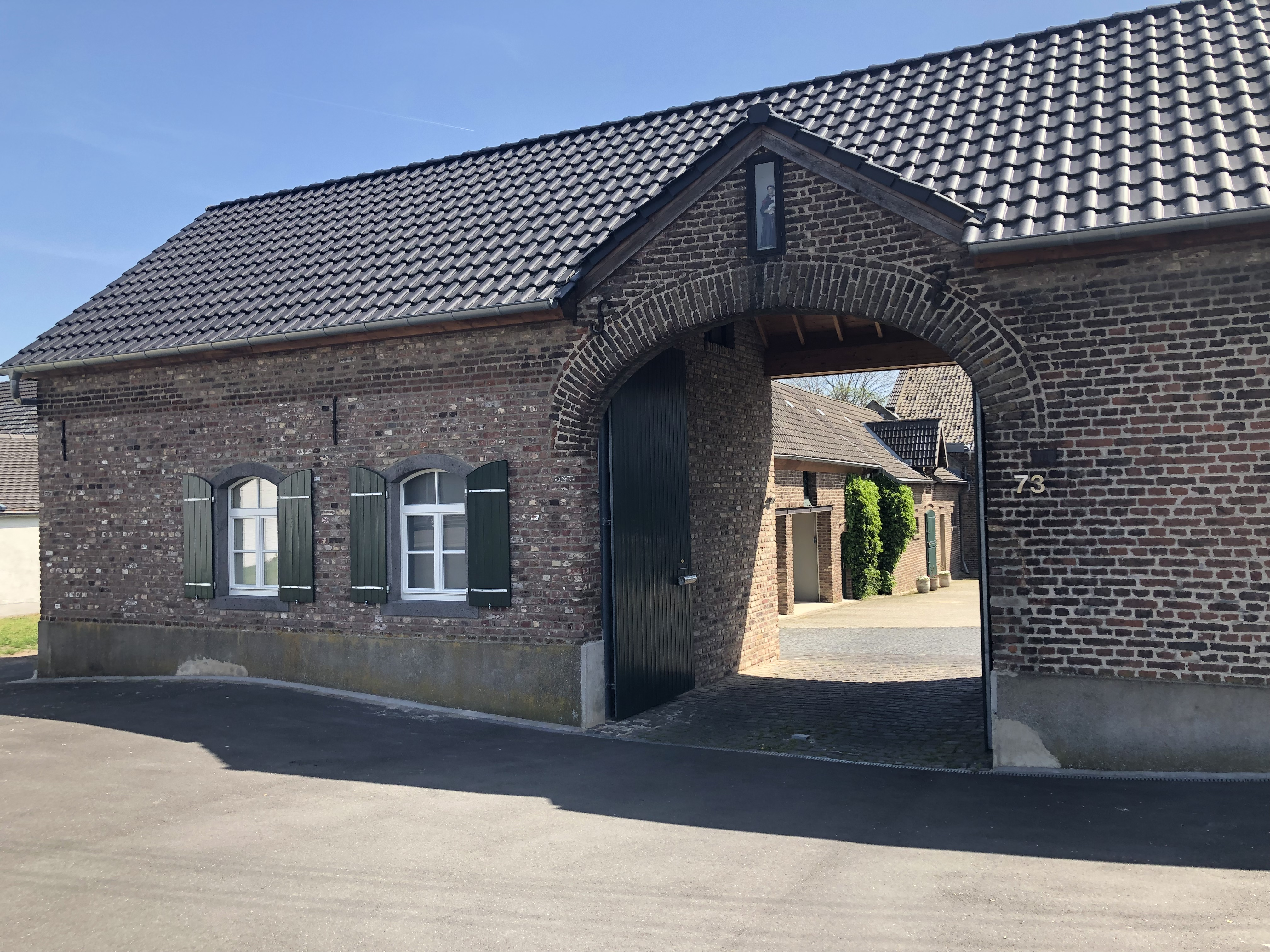
Hofeinfahrt
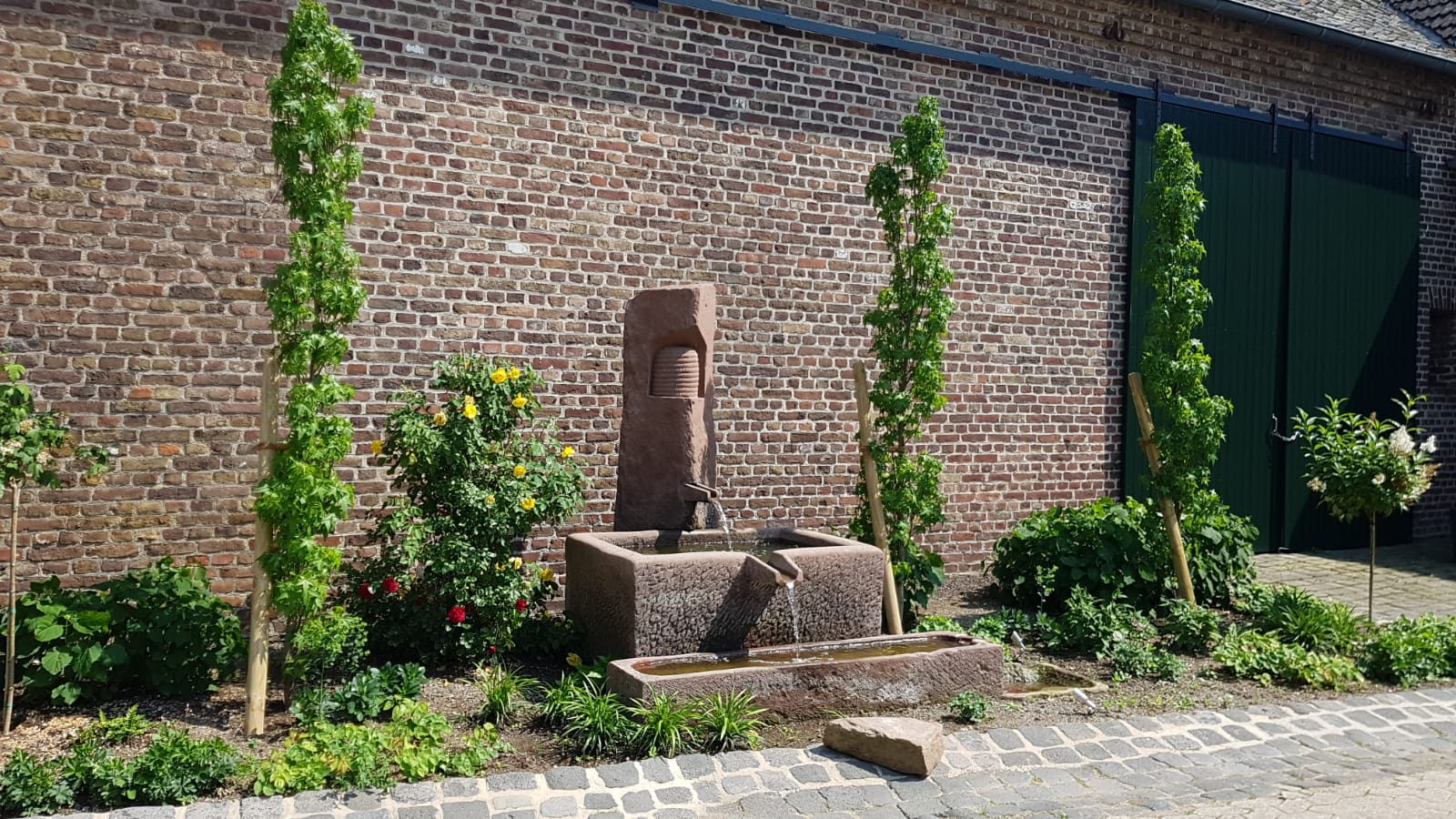
Innenhof mit Brunnen